# Hijikata Toshizo
Hijikata Toshizō (土方歳三, , 31 de maio de 1835 - 20 de junho de 1869), foi um samurai japonês do período Bakumatsu e Vice-Comandante do Shinsengumi. Ele serviu ao Xogunato Tokugawa e co-liderou seu grupo em sua resistência contra a Restauração Meiji. Ele lutou contra o Exército Imperial durante a Guerra Boshin até sua morte na Batalha de Hakodate, uma semana antes do termino da guerra.

## Antecedentes
Hijikata Toshizō Yoshitoyo (土方 歳三 義豊) nasceu em 31 de maio de 1835, na vila de Ishida, região de Tama, província de Musashi (Atual Hino, Tóquio), Japão. Ele era o mais novo de dez filhos e seu pai Hijikata Yoshiatsu (Hayato), um fazendeiro abastado, morreu alguns meses antes de seu nascimento. Seu irmão mais velho, Tamejiro, nasceu cego e, como resultado, não pôde herdar a propriedade da família. Seu terceiro irmão mais velho, Daisaku (mais tarde Kasuya Ryojin), foi adotado por outra família e mais tarde se tornaria um médico. Sua irmã mais velha, Shuu, morreu quando ele tinha cerca de três anos e sua mãe Etsu também morreu quando ele tinha seis anos, e ele foi, portanto, criado por seu segundo irmão mais velho, Kiroku, e sua cunhada.
De porte pequeno, foi malcriado desde cedo e considerado uma criança má. Isto mudou quando testemunhou o seppuku de um samurai de 21 anos proveniente do Domínio de Aizu. Quando Hijikata presenciou o funeral deste homem, chorou em público.
Hijikata passou sua juventude vendendo uma pomada medicinal que sua família elaborava (Ishida Sanyaku, para tratar feridas como hematomas e ossos quebrados) durante este período se dedicou a praticar kenjutsu sem auxilio de nenhum mestre. Seu cunhado, Satō Hikogorō, cuidava de Dōjō de Tennen Rishin-ryû em Hino. E através dele Hijikata conheceu  Kondō Isami e a partir de 1859 passa a treinar com ele .

## Participação no Shinsengumi
Em 1863, Hijikata e Kondō Isami participam da formação do Shinsengumi. Kondō junto com Serizawa Kamo e Niimi Nishiki, tornaram-se líderes do grupo, e Hijikata era um dos vice-líderes. O Shinsengumi tinha o papel de uma polícia especial em Kyoto sob o comando do Kyōto Shugoshoku Matsudaira Katamori , o Daimyō do Domínio de Aizu. O papel principal do  Shinsengumi era lutar contra os reformistas pró-imperiais .
No entanto, Serizawa e Niimi começaram a lutar, beber e cometer extorsão em Kyoto, que começou a manchar a reputação do Shinsengumi e chegando o grupo a ganhar o apelido pejorativo de Lobos de Mibu (壬生狼　, miburō). Hijikata encontrou provas suficientes contra Niimi e lhe ordenou a cometer seppuku. Serizawa e seus seguidores, no entanto, foram assassinados, e Kondō se tornou o único líder do Shinsengumi com Yamanami Keisuke e Hijikata como seu vice-comandantes.
O grupo cresceu para 140 homens, que incluía um número de agricultores e comerciantes cuja sobrevivência estaria ameaçada se o xogunato Tokugawa fosse derrubado. Os regulamentos estabelecidos pelo Shinsengumi dentro de Kyoto eram rigorosos e Hijikata era conhecido por ser rigoroso no cumprimento deles, daí o seu apelido: O Demônio do Shinsengumi. Mesmo dentro da própria Shinsengumi, os regulamentos eram rigorosamente aplicadas por Hijikata. Desertores e traidores foram forçados a cometer seppuku, o que aconteceu com Yamanami (um dos velhos amigos de Hijikata), quando ele tentou sair do Shinsengumi em 1865.
Hijikata possuía uma espada feita pelo famoso armeiro Izumi-no-Kami Kanesada (和泉守兼定), que foi forjada durante o Período Muromachi .
Assim como todos os membros do Shinsengumi, Hijikata se tornou um hatamoto em 1867 .  Ele recebeu a patente de yoriai (寄合格, yoriai-Kaku) no início de 1868 .

## Morte

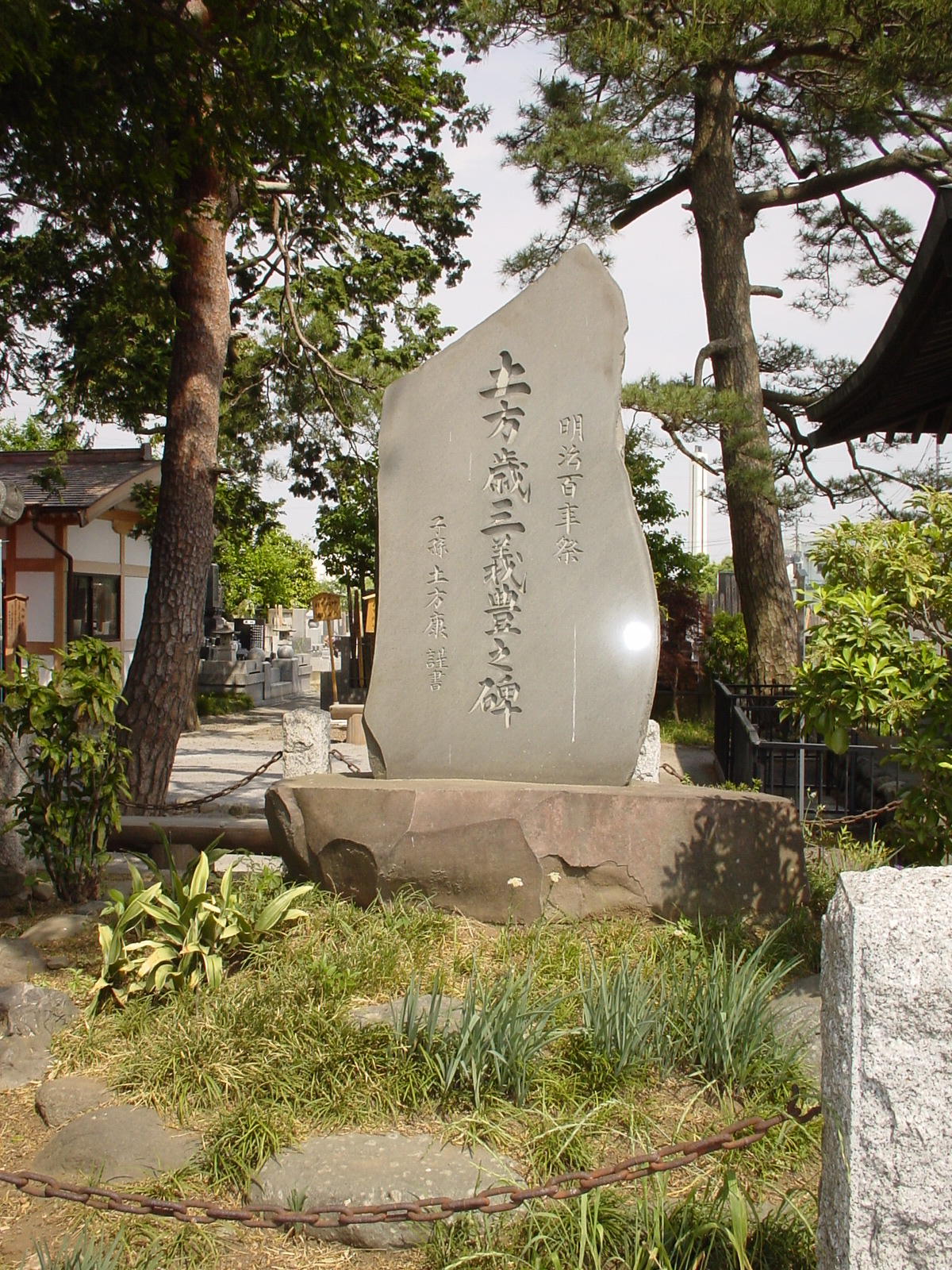
Cenotáfio em Honra a Hijikata Toshizo

Depois que Kondō se rendeu ao Exército Imperial e foi executado em 17 de maio de 1868, Hijikata liderou o Shinsengumi em suas batalhas finais contra o novo governo. Depois de ficar um tempo em Aizu, se deslocou para o Sendai , onde se juntou a frota de Enomoto Takeaki . Hijikata  sabia que estava lutando uma batalha perdida, e disse ao médico Matsumoto Ryojun: 
| “ | "Eu não estou indo para a batalha para ganhar . Com o governo Tokugawa está prestes a entrar em colapso, seria uma desgraça se ninguém estivesse disposto a ir para baixo com ele. É por isso que eu devo ir. Vou lutar a melhor batalha da minha vida para morrer pelo país ". | ” |

Em outubro de 1868, Hijikata e as forças do Xogunato de Otori Keisuke ocupam a Fortaleza Goryokaku na Batalha de Hakodate, e continuam a eliminar a resistência local. Quando o curta República de Ezo foi fundada em dezembro, Hijikata foi nomeado vice-ministro do Exército  . 
Em 14 de junho (5 de maio no calendário lunar) de 1869 convocou seu pajem Ichimura Tetsunosuke para um quarto privado em uma estalagem. Lá, ele confiou a Ichimura um poema de morte, sua katana, uma carta, uma fotografia sua e vários fios de seu cabelo. Ichimura foi instruído a levá-los para a casa do cunhado de Hijikata, Satō Hikogorō, em Hino.
As tropas imperiais continuaram a atacar por terra e mar. No conflito final da revolução, em 20 de junho de 1869, Hijikata foi morto em combate a cavalo por uma bala que destroçou a parte inferior das costas. Uma semana depois de sua morte, a Fortaleza Goryokaku foi tomada, e os militares da República Ezo entregues ao Governo Meiji em 27 de junho de 1869.
Não se sabe onde Hijikata foi enterrado, mas existe um Cenotáfio perto da Estação de Itabashi em Tóquio , ao lado de do de Kondō Isami. 